# Алибейли (село)
Алибейли (азерб. Əlibəyli) — село в Зердабском районе Азербайджана.

## География
Село расположено у слияния рек Турианчай (Карасу) и Кура, на Ширванской равнине, которая входит в Кура-Араксинскую низменность. Село находится в 3 км от Зердаба и в 234 км от Баку..

## История
Первое упоминание о селе было в первой половине XIX века.
Название села связано с человеком по имени Алибек, который, наверняка, и основал это село.

## Население
Согласно источникам, в середине XIX века в селе Алибейли было 11 домов, в 1887 году уже 38 домов и 166 жителей. На 2014 год население составляет 1050 человек. Жители села исповедуют ислам суннитского толка.

## Экономика
Жители села в основном занимаются овощеводством, животноводством, птицеводством, шелководством, рыболовством и фруктоводством. В селе имеются школа, библиотека, мечеть, клуб и т. д.